# Klin (grupa poetycka)
Klin (fiń. Kiila) – radykalna, lewicowa fińska grupa poetycka, założona w 1936 roku, pod wpływem europejskiego kryzysu gospodarczego i politycznych zmian w Finlandii. Poeci należący do „Klinu” podejmowali tematy społecznie zaangażowane, dotyczące życia zwykłych ludzi i problemów klasy robotniczej, komentowali wydarzenia współczesne, opisywali robotnicze dzielnice miast i życie ich mieszkańców. Tworzyli także poezję agitacyjną. Posługiwali się językiem poetyckim dostosowanym do możliwości prostego odbiorcy, unikali stylu wysokiego i regularnego metrum, stosowali powtórzenia i stylistykę piosenki. 
Grupa wydawała własny almanach poetycki pt. Klin. 
Do grupy należeli: Jarno Pennanen, Viljo Kajava, Katri Vala, Elvi Sinervo i Arvo Turtiainen.